# Edward Owen
Edward Owen, född 6 november 1886 i Manchester, död 24 september 1949 i Woolwich, var en brittisk friidrottare.
Owen blev olympisk silvermedaljör på 5 miles vid sommarspelen 1908 i London.